# Grenzdorf
Zivilgefangenenlager Grenzdorf (Obóz dla Jeńców Cywilnych Graniczna Wieś) – obóz hitlerowski na Pomorzu Gdańskim, czynny w latach 1939–1941.

## Historia
Obóz w miejscowości Graniczna Wieś (obecnie gmina Trąbki Wielkie) powstał 10 września 1939, jako jeden z obozów podległych Komendanturze Obozów Jenieckich Gdańsk. Przebywało w nim około 350 więźniów. Od 31 marca 1940 był to oficjalnie podobóz obozu Stutthof. 5 listopada 1941 został zlikwidowany, a pozostali przy życiu więźniowie przeniesieni do Stutthofu.
Podobóz Stutthof w Granicznej Wsi został utworzony w miejscu obozu dla osób „uchylających się od pracy” pochodzących z terenów Wolnego Miasta Gdańsk i w takiej formie funkcjonował od października 1938 r. do wybuchu II wojny światowej. 13 września 1939 decyzją władz policyjnych Gdańska został zmieniony na podobóz podległy obozowi Stutthof, obóz ten działał do listopada 1941 r. Komendantem obozu został Richard Reddig, który oprócz tego pełnił rolę kierownika obozu w Toruniu (prawdopodobnie na początku pełnił obie role równolegle, a od listopada 1941 r. był wyłącznie kierownikiem obozu w Toruniu). Ciekawą sprawą jest to, że nazwisko Richard Reddig pojawia się w jako dowódcy kompanii w Stutthofie (prawdopodobnie zbieżność nazwisk). 
W obozie przetrzymywano około 300 osób, które były zmuszane do pracy przy produkcji kostki brukowej używanej do budowy dróg. Warunki pracy i pobytu w samym obozie były określane przez więźniów jako bardzo ciężkie.
20 marca 1940 na terenie obozu został rozstrzelany działacz polonijny i harcmistrz z Wolnego Miasta Gdańska, Alf Liczmański.